# Pelourinho de Vilar Seco
O Pelourinho de Vilar Seco localiza-se na freguesia de Vilar Seco, município de Nelas, distrito de Viseu, em Portugal. Este pelourinho encontra-se classificado como Imóvel de Interesse Público desde 1933.